# Kurt Artner
Kurt Artner (* 8. Juni 1961 in Wien; † 10. Oktober 2005, ebenda) war ein österreichischer Sportschütze.
Artner war Vizeleutnant im Österreichs Bundesheer und einer von österreichweit acht Bundesheer-Leistungssportlern im Pistolenschießen. Er bestritt internationale Militärwettkämpfe in den Disziplinen Militärschnellfeuerpistole und Zentralfeuerpistole, wobei er seit 1994 Einzel- und Mannschaftsmedaillen errang und am aktuellen österreichischen Militärrekord ZF/Mannschaft beteiligt war. Bei den 2. Militärweltspielen 1999 in Zagreb gewann er die Bronzemedaille im Bewerb Zentralfeuerpistole/Mannschaft, die erste Mannschaftsmedaille in dieser Disziplin für Österreich. Noch erfolgreicher war er im Jahr 2000 als Vizeweltmeister Militärschnellfeuerpistole Mannschaft und Gewinner einer weiteren Bronzemedaille im ZF-Mannschaftsbewerb bei der Militär-WM in Ankara.
Im Rahmen des Schützenbundes nahm er als Mitglied der Nationalmannschaft in den Disziplinen Luft-, Standard- und Zentralfeuerpistole an mehreren internationalen Turnieren sowie Europameisterschaften teil. Auch dabei errang er Mannschafts- und Einzelmedaillen gewinnen, darunter die Bronzemedaille Standardpistole Mannschaft bei der EM 2003 in Pilsen. Weiters ist er Halter der österreichischen Rekorde Zentralfeuer Mannschaft sowie LP 5 Einzel und Mannschaft.
Von einem UNO-Einsatz in Zypern brachte er drei Siegerpokale von Militärwettkämpfen der dort stationierten Kontingente aus acht Nationen mit.
Bei den jährlichen Militärkommando-Bereichsmeisterschaften wurde er insgesamt neun Mal Militärkommando-Bereichsmeister mit der Pistole 80 und mit dem Sturmgewehr 77 (StG 77) in der Einzel- und Mannschaftswertung.
Bei den Heeresmeisterschaften errang er im Pistolenbewerb mit der Mannschaft 1993 und 2003 die Bronze- und 1994 die Silbermedaille. 1996 wurde er im Sturmgewehr Einzel Dritter und errang damit als vierter Wiener Teilnehmer das Leistungsabzeichen Schießen in Silber. Im Jahr 2003 gewann er die Bronzemedaille StG 77 Mannschaft. 1997 wurde er Vize-Heeresmeister P 80 Eliteklasse und Heeresmeister P 80 Mannschaft.
Große Erfolge konnte der Unteroffizier des Jägerregimentes Wien auch im Österreichischen Schützenbund erringen. In den Disziplinen Luftpistole Präzision sowie LP 5-Standardbewerb, LP 5-OSP-Bewerb, Sportpistole, Standardpistole, Freie Pistole und Zentralfeuerpistole wurde er insgesamt fünfundachtzig Mal Wiener Landesmeister (davon allein im Bewerb Luftpistole von 1992 bis 1999 sieben Mal in Folge im Einzel- und vierzehn Mal in Folge im Mannschaftsbewerb von 1992 bis 2005).
Von 1998 bis 2001 erwarb er in den Feuerpistolendisziplinen fünf Niederösterreichische Landesmeistertitel für den Schützenverein Stockerau.
Darüber hinaus war er in der Herrenklasse Halter von sechs Wiener Luftpistolen-Landesrekorden (Grundprogramm, Finalprogramm und Mannschaft, LP 5 Standardbewerb Einzel und Mannschaft sowie LP 5 OSP-Bewerb Einzel) sowie der Wiener Landesrekorde in den Bewerben Standardpistole Einzel, Zentralfeuerpistole Einzel und Mannschaft sowie Sportpistole Einzel.
Bei den österreichischen (Staats-)Meisterschaften errang er in den letzten Jahren sechs Bronzemedaillen und siebenmal den Titel des Vize(staats)meisters. 2002, 2003 und 2005 wurde er Österreichischer Meister im Bewerb LP 5 Mannschaft und im Jahr 2002 als Krönung österreichischer Staatsmeister Zentralfeuerpistole Einzel und Mannschaft.
Beim österreichischen Cup gewann er insgesamt achtzehn Medaillen, davon alleine zehn in Gold als Österreichischer Cupsieger.
Höhepunkt 1998 war der Gewinn von drei Goldmedaillen bei den Asia Pacific Masters Games in Australien, die nach dem Ausfall der Schießbewerbe bei den World Masters Games als Seniorenweltmeisterschaft anzusehen sind. Er siegte in den Disziplinen Standardpistole, Zentralfeuerpistole und Luftpistole in der Altersklasse bis 39.
Im Oktober 2005 wählte Artner den Freitod. Er wurde am Wiener Zentralfriedhof bestattet.